# Zbigniew Kruszyński (Fußballspieler)
Zbigniew Kruszyński (* 14. Oktober 1960 in Tczew) ist ein ehemaliger polnischer Fußballspieler.

## Vereinskarriere
In der Jugend spielte Kruszyński für Unia Tczew und Lechia Gdańsk in Polen. Nachdem er Ende der 1970er nach Deutschland übersiedelte, spielte der „Datze“ genannte Kruszyński zuerst für ASV Bergedorf 85, dann für die zweite Mannschaft des Hamburger SV. 1982 wechselte er zum Stadtrivalen SC Concordia Hamburg. 1983 wurde er dann vom damaligen Zweitligisten 1. FC Saarbrücken verpflichtet. In seiner zweiten Saison schaffte er mit den Saarländern den Aufstieg in die Bundesliga. Jedoch stieg der 1. FC Saarbrücken gleich wieder ab. 1987 wechselte Zbigniew Kruszyński zum FC 08 Homburg und spielte hier nochmals 1 Jahr in der Bundesliga. 1988 verließ er Deutschland und wechselte nach England, wo er bis 1997 beim FC Wimbledon, FC Brentford, Coventry City, Peterborough United, St Albans City, FC Hayes und FC Kingstonian spielte. Insgesamt brachte er es auf 64 Spiele/zwei Tore in der 1. Bundesliga und 96 Spiele/neun Tore in der 2. Bundesliga.

## Erfolge
- Dritter Platz U18-EM (1978)